# Winter Moscow Open 2012
Il Winter Moscow Open 2012 (Russia F5 Futures 2012) è stato un torneo di tennis facente della categoria ITF Women's Circuit nell'ambito dell'ITF Women's Circuit 2012 e dell'ITF Men's Circuit nell'ambito dell'ITF Men's Circuit 2012. Sia il torneo maschile che quello femminile si sono giocati a Mosca in Russia dal 20 al 26 febbraio su campi in cemento.

## Campioni

### Singolare maschile
Andrej Kumancov ha battuto in finale  Mikhail Biryukov con il punteggio di 6–4, 7–6(5)

### Doppio maschile
Andis Juška /  Deniss Pavlovs hanno battuto in finale  Sergej Betov /  Denis Macukevič con il punteggio di 6–4, 7–6(3)

### Singolare femminile
Annika Beck ha battuto in finale  Kirsten Flipkens con il punteggio di 6–1, 7–5

### Doppio femminile
Oksana Kalašnikova /  Marta Sirotkina hanno battuto in finale  Tatiana Kotelnikova /  Lіdzіja Marozava con il punteggio di 7–6(2), 4–6, [11–9]